# Kovalîn, Pereiaslav-Hmelnițki
Kovalîn (în ucraineană Ковалин) este o comună în raionul Pereiaslav-Hmelnițki, regiunea Kiev, Ucraina, formată numai din satul de reședință.

## Demografie
Componența lingvistică a comunei Kovalîn
     Ucraineană (98,05%)
     Rusă (1,76%)
     Alte limbi (0,19%)
Conform recensământului din 2001, majoritatea populației comunei Kovalîn era vorbitoare de ucraineană (98,05%), existând în minoritate și vorbitori de rusă (1,76%).